# Грезин, Александр Кузьмич
Александр Кузьмич Грезин (18 июля 1936, станция Осакаровка, Карагандинская область, Казахская АССР, РСФСР — 14 июня 2016, Омск, Российская Федерация) — советский и российский организатор производства, учёный, директор омского завода «Сибкриотехника», лауреат Государственной премии СССР (1989).

## Биография
Окончил школу-семилетку (1951), Омский автотранспортный техникум (1955), Сибирский автодорожный институт (1960, механический факультет).
Инженер, старший научный сотрудник, начальник лаборатории, начальник отдела НИИ микрокриогенной техники (1960—1967), зам. директора по научной работе (1967—1974), директор, генеральный директор НПО «Микрокриогенмаш» (1974—1994), генеральный директор ОАО «Сибкриотехника» с 1994.
Кандидат технических наук (1968). Член-корреспондент Российской инженерной академии.
Похоронен на Старо-Северном кладбище.

## Награды
- Заслуженный изобретатель Российской Федерации (25 октября 1994) — за многолетнюю плодотворную изобретательскую деятельность
- Государственная премия СССР (1989) — за разработку блока кондиционирования воздуха для орбитальной космической станции «Мир».
- Орден «Знак Почёта» (1971)
- Орден Трудового Красного Знамени (1977)